# Campeonato Paraibano de Futebol - Segunda Divisão
O Campeonato Paraibano de Futebol - Segunda Divisão é uma competição de futebol equivalente ao segundo nível do sistema de ligas do futebol da Paraíba, cuja organização e realização cabe à Federação Paraibana de Futebol (FPF). Criada inicialmente para absorver os clubes que não queriam se profissionalizar, foi extinta e recriada buscando promover a interiorização do futebol no estado e um ambiente competitivo para equipes que não participavam da elite do futebol paraibano, a Segunda Divisão costuma ocorrer entre agosto e outubro de cada ano e serve como uma plataforma para o desenvolvimento de jogadores, técnicos e outros profissionais ligados ao esporte.
Além de definir o campeão estadual da Segunda Divisão, o campeonato também qualifica os dois clubes finalistas para participarem da elite do futebol estadual na temporada seguinte, além do mais, os dois clubes com pior colocação geral são rebaixados para a Terceira Divisão do Campeonato Estadual, também da temporada seguinte. O Estrela do Mar de João Pessoa e o Esporte de Patos são os dois clubes com mais títulos na competição, tendo vencido o torneio em quatro ocasiões cada um, contudo o atual vencedor é o Auto Esporte, que conquistou seu terceiro título na temporada de 2024 ao bater o Esporte de Patos em jogo único na final.
Entre 1960 e 1969 o torneio recebeu a denominação de Divisão Mista, sendo nomeado de Copa Integração em 1991 e a partir de 1992 Campeonato Paraibano da Segunda Divisão, o qual realizou-se a cada ano desde então, exceto em cinco temporadas. Ao longo desse tempo, o formato do campeonato variou bastante, adaptando-se ao número de equipes participantes a cada temporada, mas que recentemente consolidou-se com a participação de dez clubes, sendo dois rebaixados da Primeira Divisão, dois promovidos da Terceira Divisão e os seis remanescentes da Segunda Divisão do ano anterior, os quais disputam um torneio misto em sistema de acesso e descenso, em busca do acesso à Primeira Divisão, mas também correndo o risco de serem rebaixados à Terceira Divisão.

## História

### Início e época amadora
Chegado na cidade da Paraíba (atual João Pessoa) no ano de 1908, o futebol paraibano teve o seu primeiro torneio entre clubes ainda naquele ano, e a partir de 1914 passou a ser disciplinado pela Liga Parahybana de Foot Ball até o ano de 1918, quando foi extinta e substituída pela Liga Desportiva Parahybana (LDP), filiada à Confederação Brasileira de Desportos (CBD) no ano de 1925, que visava organizar e promover de forma oficial a realização do campeonato, cujas edições até 1938 contavam apenas com clubes da capital. O Decreto-Lei n.° 3.199 de 1941 extinguiu a LDP e instituiu a Federação Paraibana de Desporto, que ficou subordinada ao Conselho Nacional de Desportos, em mais uma tentativa de modernização do futebol nacional, mas que ao não conseguir atender aos interesses dos clubes filiados, acabou por ser desfiliada junto à Confederação Brasileira de Desportos em 1946, sendo posteriormente extinta e substituída pela Federação Paraibana de Futebol, criada no dia 24 de abril de 1947, instituição que passaria a organizar o campeonato a partir de então.
O ano de 1960 marcou a profissionalização do futebol paraibano, 19 anos após o decreto de modernização do futebol por meio do Decreto-Lei de 1941, contudo, nem todos os clubes se profissionalizaram, fazendo com que aqueles que optaram por não se profissionalizar fossem agrupados em um outro campeonato, que na prática ocorria paralelamente ao campeonato principal, porém era considerado uma divisão inferior, já que para disputar os torneios oficiais tanto da FPF quanto da CBD era preciso manter um quadro profissional de atletas, nascia dessa forma a Segunda Divisão Amadora, que durou durante toda a década de 1960 e deixou de existir ao final dela.
| Temporada | Vencedor              |
| --------- | --------------------- |
| 1960      | Club Red Cross        |
| 1961      | EC União              |
| 1962      | Estrela do Mar EC     |
| 1963      | 5 de Agosto           |
| 1964      | Estrela do Mar EC (2) |
| 1965      | Íbis                  |
| 1966      | Estrela do Mar EC (3) |
| 1967      | Estrela do Mar EC (4) |
| 1968      | Auto Esporte          |
| 1969      | Guarany               |

Em 1961 a Federação Paraibana criou a Divisão Extra de Profissionais, que passaria a ser a Primeira Divisão do Campeonato Paraibano onde apenas era permita ser disputada por clubes integralmente profissionais, enquanto que um outro torneio, com clubes mistos (amadores e profissionais) foi organizado e promovia acesso à primeira divisão da temporada seguinte, mediante a escolha pela profissionalização, dessa forma, alguns clubes campeões entre 1960 e 1969 acabaram optando por não disputar a Primeira Divisão da temporada seguinte. Nos anos em que foi disputada de maneira mista, a Segunda Divisão apresentou um domínio de equipes da capital, tendo o Red Cross como vencedor em 1960, optando por não profissionalizar-se na temporada seguinte e com isso permanecendo na temporada seguinte da competição, ao contrário do União, vencedor em 1961 e que profissionalizou-se, garantindo o acesso à Divisão Extra de Profissionais (Primeira Divisão).
O Estrela do Mar, que foi campeão em 1962 optou por permanecer como amador e na temporada de 1963, o clube 5 de Agosto de João Pessoa levantou o título da competição para poder disputar a Primeira Divisão do ano seguinte. Novamente entre 1964 e 1967 os campeões optaram por não se profissionalizar, com isso, ficaram de fora das disputas da elite na temporada posterior e foi nesse período que o Estrela do Mar de João Pessoa conquistou mais três títulos, levantando a taça em 1964 e conquistando o bi campeonato consecutivo em 1966 e 1967, o título de 1965 ficou com o Íbis de João Pessoa, já os títulos de 1968 e 1969 ficaram com o Auto Esporte que optou pela profissionalização e ascensão e com o Guarany, que tornou-se o último campeão da Segunda Divisão Mista, visto que o campeonato foi descontinuado pela Federação e só voltaria a ter um torneio de acesso em 1991, com a criação da Copa Integração.

### Copa Integração e época profissional
Buscando levar o futebol a outros locais do estado, com mais clubes dividindo os títulos, a Federação Paraibana de Futebol, que na época tinha Rosilene Gomes como presidente, idealizou e organizou em 1990 a Copa Integração, um campeonato que contava com a presença de equipes amadoras e profissionais e que teve disputadas duas edições, em 1990 e 1991, sendo que a segunda edição da Copa Integração (realizada em 1991) dava a possibilidade aos clubes campeões de disputarem o Campeonato Paraibano do ano seguinte mediante profissionalização, dessa forma, as equipes do Sousa e o Atlético Cajazeirense, que foram as duas melhores do campeonato, garantiram o direito de disputar o Campeonato Paraibano de 1992, mediante profissionalização. A Copa Integração passou a ser a divisão de acesso do Campeonato Paraibano e no ano de 1992 passou a ser denominada de Campeonato Paraibano de Futebol da Segunda Divisão.
| Temporada | Vencedor |
| --------- | -------- |
| 1991      | Sousa EC |

Somente foram permitidos clubes profissionais para a disputa da primeira edição oficial da Segunda Divisão do Paraibano, sendo que seis equipes de diferentes cidades da Paraíba disputaram o campeonato, no qual saíram vitoriosos a Sociedade Recreativa Cultural de Monteiro, mais conhecida como Socremo de Monteiro, vencedora do primeiro turno e o Atalaia Esporte Clube, de Bananeiras, vencedora do segundo turno, que fizeram mais duas partidas finais para decidir o título daquele ano, com a Socremo saindo-se melhor ao vencer as duas partidas e somar um agregado de 5–0. A Segundona permaneceu sendo organizada até 1996, nesse período, conquistaram o título os clubes Vila Branca Sport Club, de Solânea (1993), o Santa Cruz, de Santa Rita, em 1994; o Ouro Velho Esporte Clube, da cidade homônima, em 1995; e o Santos, da capital, campeão em 1996.
| Temporada | Vencedor                  |
| --------- | ------------------------- |
| 1992      | Socremo                   |
| 1993      | Vila Branca SC            |
| 1994      | Santa Cruz REC            |
| 1995      | Ouro Velho EC             |
| 1996      | Santos FC                 |
| 1998      | GR Serrano                |
| 2000      | Santa Cruz REC (2)        |
| 2001      | Miramar EC                |
| 2004      | Nacional de Cabedelo      |
| 2005      | Esporte de Patos          |
| 2006      | Auto Esporte (2)          |
| 2007      | SE Queimadense            |
| 2008      | Internacional EC          |
| 2009      | AD Guarabira              |
| 2010      | CSP                       |
| 2011      | Paraíba SC                |
| 2012      | Atlético Cajazeirense     |
| 2013      | Esporte de Patos (2)      |
| 2014      | Lucena SC                 |
| 2015      | Esporte de Patos (3)      |
| 2016      | Internacional EC (2)      |
| 2017      | Nacional de Patos         |
| 2018      | Esporte de Patos (4)      |
| 2019      | Sport                     |
| 2021      | CSP (2)                   |
| 2022      | Serra Branca EC           |
| 2023      | Atlético Cajazeirense (2) |
| 2024      | Auto Esporte (3)          |

Próximo à virada do século, por quatro ocasiões, a Segundona deixou de ser disputada, por falta de clubes interessados: 1997, 1999, 2002 e 2003. Nos anos em que foi disputada, teve o Grêmio Recreativo Serrano, de Campina Grande, como vencedor em 1998; o Santa Cruz de Santa Rita, como campeão no ano 2000, sendo o primeiro clube a conseguir dois títulos da Segunda Divisão; e o Miramar Esporte Clube, de Cabedelo, vencedor em 2001, já a Perilima, de Campina Grande, foi o vice-campeão nessas três edições.
A partir de 2004 o Campeonato Paraibano da Segunda Divisão passou a ocorrer anualmente até a edição de 2019. Pela quarta vez consecutiva o campeonato teve a Perilima como clube vice-campeão, em uma edição que teve o Nacional de Cabedelo como melhor clube; no ano seguinte, 2005, foi a vez do Esporte de Patos levantar a taça pela primeira vez, seguindo-se dos títulos de Auto Esporte, de João Pessoa, em 2006; Queimadense, de Queimadas, em 2007; Internacional de João Pessoa, em 2008; e a Desportiva Guarabira, campeã em 2009.
O Centro Sportivo Paraibano (CSP) foi o primeiro vencedor da década de 2010; seguido pelas conquistas de dois clubes de Cajazeiras, o Paraíba e o seu rival, o Atlético Cajazeirense, em 2011 e 2012, respectivamente, com o Esporte de Patos alcançando o seu segundo troféu em 2013; imediatamente tomado pelo Lucena Sport Clube e retomado pelo Esporte de Patos na temporada seguinte (2015), sendo o primeiro clube a conquistar três vezes o campeonato. O Internacional Esporte Clube, que mudara sua sede para Santa Rita, levou o título da edição de 2016, o segundo da história do clube; já na temporada seguinte, a taça retornou à cidade de Patos, contudo, quem levou a melhor naquele ano foi o Nacional; com o seu rival ficando com a taça no ano seguinte, sendo o quarto em sua história, igualando o feito do Estrela do Mar e passando a faixa de campeão para o Sport Club Lagoa Seca em 2018.
A Segunda Divisão estadual cresceu em prestígio e número de clubes, consolidando-se com dez clubes a cada ano e abrindo espaço para que a Federação Paraibana de Futebol planejasse uma nova divisão, visando acomodar o crescente número de equipes filiadas, impossibilitadas de serem agregadas à Primeira e Segunda Divisões, principalmente devido as imposições de calendário por parte da CBF, além de pensar nessa nova divisão como um laboratório novos profissionais ligados ao futebol. Porém, os planos da FPF de realizar a primeira edição da Terceirona em 2020 não se concretizaram devido à pandemia de Covid-19, vindo a ocorrer somente no ano seguinte, assim como ocorreu com a edição daquele ano da Segunda Divisão que foi cancelada devido a dificuldade em se realizar o campeonato em meio à pandemia de COVID-19 e os custos dos protocolos de saúde e prevenção.

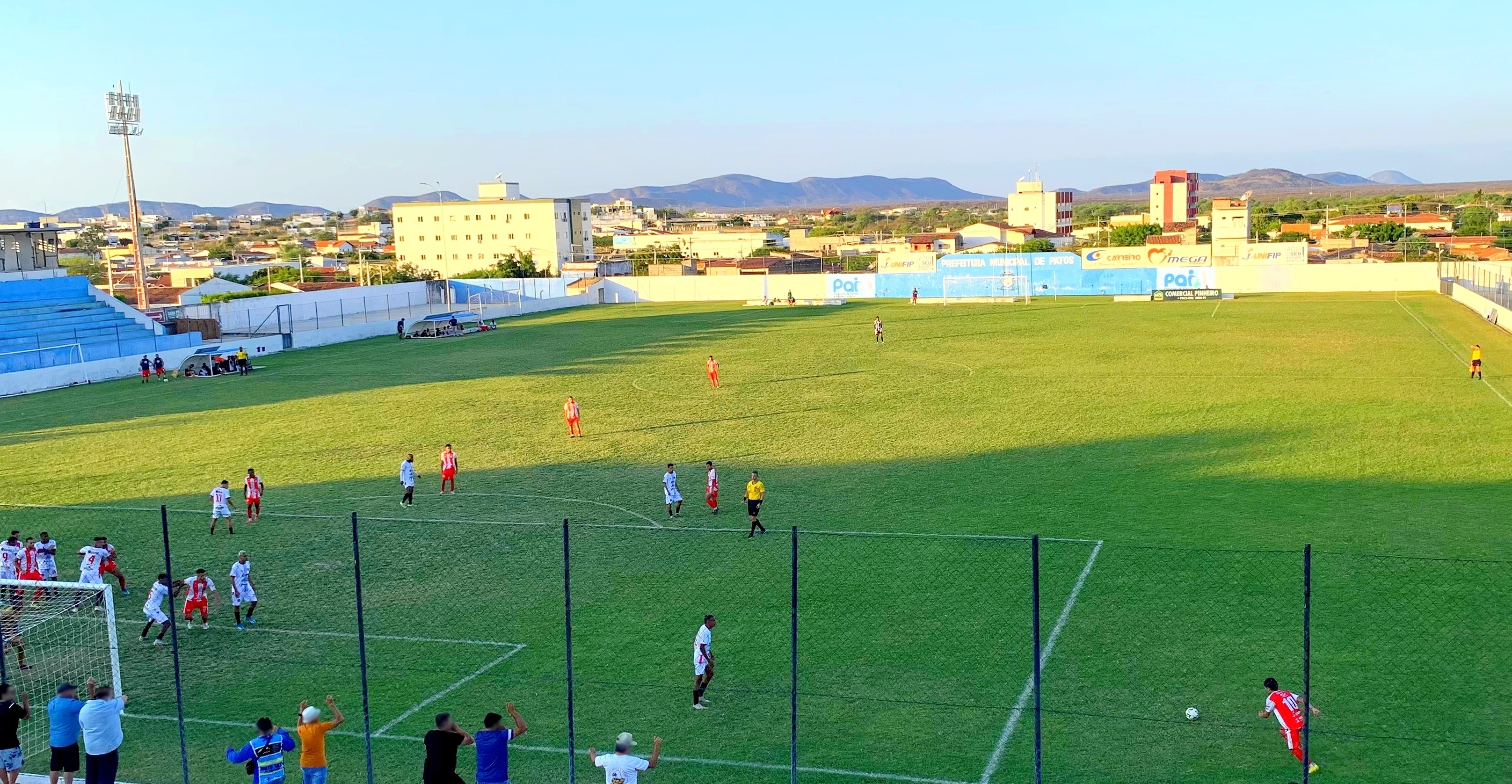
Duelo pela Segundona 2024

O retorno do campeonato em 2021 observou o CSP levantar o seu segundo título da história, ao vencer o Sport Lagoa Seca na final; seguido pela inédita conquista do recém formado Serra Branca EC que, comandado pelo veterano Marcelinho Paraíba, bateu a Queimadense na final por 3–2 no agregado, levantando a taça de 2022; depois pelo segundo troféu do Atlético Cajazeirense, conquistado na edição de 2023 sobre o Pombal, após a vitória pelo placar mínimo na final em Cajazeiras, mas que apesar da derrota na final, o jogo foi de comemoração, pois garantia pela primeira vez em mais de cem anos um clube da cidade de Pombal na primeira divisão do Campeonato Paraibano. O Atual campeão é o Auto Esporte de João Pessoa, que superou o Esporte de Patos nos pênaltis na decisão de 2024 para levantar o seu terceiro título.

## Transmissão
Nos últimos anos, notadamente com a retomada do campeonato após o cancelamento em 2020 devido a pandemia de Covid-19, tem-se registrado um maior interesse na cobertura da Segundona Paraibana, para além da tradicional cobertura via rádio, alcançando também a transmissão com som e imagem dos primeiros jogos a partir de 2022, em transmissão via internet, tornando-se mais uma opção para os que buscam consumir o conteúdo dos jogos e dando maior visibilidade aos clubes e atletas. Por meio do canal do Jornal da Paraíba no Youtube foram transmitidas as seis partidas decisivas de 2022, com transmissão ampliada na temporada seguinte, onde, por meio da plataforma de streaming do Jornal da Paraíba, houve a cobertura de um jogo por rodada na primeira fase, sendo pelo menos um de cada clube, além dos jogos das semifinais e das finais.

## Formato
Por ser um campeonato com história longa, visto que sua primeira edição foi sido organizada há mais de seis décadas, o seu formato mudou bastante ao longo desse tempo, começando pelo total de clubes participantes, calendário de jogos e até o formato de disputa. A primeira edição da Segundona iniciou-se no mês de setembro e teve seus dois jogos da final em 13 e 17 de dezembro, respectivamente, contando com a participação de seis clubes, diferente do formato mais recente, que já dura algumas edições, no qual dez clubes entram na disputa, dois são promovidos e dois rebaixados a cada temporada.
As edições mais recentes da Segunda Divisão costumam ocorrer entre agosto e outubro de cada ano, fazendo parte do calendário de competições da Federação Paraibana, no qual evita conflitos de datas com outros campeonatos do estado. O torneio é disputado em duas etapas: primeira fase (fase classificatória) e fase de mata-mata, que inclui quartas de final, semifinal e final, sendo que na primeira fase, os dez clubes jogam entre si em partida de ida (turno único), onde, ao final da fase, os dois melhores colocados se classificarão diretamente para a fase semifinal, enquanto que do 3 º ao 6 º lugares se classificarão para a fase quartas de final, além do rebaixamento dos dois clubes de pior classificação nessa fase.
|  | quartas de final | quartas de final | quartas de final |  |  | semifinais | semifinais | semifinais |  |  | final | final | final |
|  |                  |                  |                  |  |  |            |            |            |  |  |       |       |       |
|  |                  |                  |                  |  |  | 1          |            |            |  |  |       |       |       |
|  | 4                |                  |                  |  |  |            |            |            |  |  |       |       |       |
|  | 5                |                  |                  |  |  |            |            |            |  |  |       |       |       |
|  |                  |                  |                  |  |  |            |            |            |  |  |       |       |       |
|  |                  |                  |                  |  |  | 2          |            |            |  |  |       |       |       |
|  | 3                |                  |                  |  |  |            |            |            |  |  |       |       |       |
|  | 6                |                  |                  |  |  |            |            |            |  |  |       |       |       |

Nas quartas de final os confrontos são definidos por cruzamento olímpico (3 º x 6 º; 4 º x 5 º), onde as equipes disputarão um jogo único com a vantagem do mando de jogo para a equipe de melhor campanha, onde as melhores equipes dos confrontos realizados avançarão para a fase semifinal, disputando-a no seguinte modelo: 1 º x 4 º ou 5 º e 2 º x 3 º ou 6 º onde farão jogos de ida e volta com a vantagem do mando de jogo na volta para a equipe de melhor campanha, na qual as vencedoras dos confrontos se classificarão para a final, que será disputada em jogo único com mando de campo para a equipe de melhor campanha somando todas as fases, em caso de empate a decisão através de cobranças de pênaltis, porém, ambos vaga garantida para a Primeira Divisão da temporada seguinte.

## Estádios
Com mais de trinta anos de diferença entre as primeiras edições e as edições atuais, diversos estádios serviram de palco para jogos do campeonato, contudo, com o passar dos anos os protocolos para sediar jogos foram ficando mais rígidos, visando aumentar a segurança e o conforto para todos os envolvidos com o evento, dessa forma, a quantidade de estádios para a realização dos jogos tem diminuído consideravelmente. Com poucos estádios liberados para servir aos jogos, alguns acabam acumulando bastante jogos, por vezes até de clubes de outros municípios, dessa forma os gramados podem acabar sendo prejudicados com a grande quantidade de partidas disputadas, e eventualmente obrigando a Federação Paraibana a transferir algumas partidas para outros estádios.
A recente dificuldade em se conseguir laudos para a liberação de estádios na Paraíba tem interferido na realização do campeonato, cuja edição de 2022, por exemplo, ocorreu quase toda na Toca do Papão, em Sapé, exceto em duas partidas, entre elas uma partida da semifinal, num confronto envolvendo o Serra Branca como mandante contra o Confiança, clube de Sapé, que acabou por ser transferida para o Estádio do Arruda, em Recife, com a final também chegando a ser cogitada a ser realizada no Grande Recife, mas nesse caso, na Arena Pernambuco, contudo ela acabou ocorrendo na Paraíba, com jogos na Toca do Papão e no Carneirão, em Cruz do Espírito Santo. A realização de jogos fora do estado está amparada pelo Artigo 21 do regulamento do campeonato que prevê que caso ocorra alguma impossibilidade em se realizar jogos no estádio originalmente designado a partida poderá ser transferida para outro estádio distante até 420 quilômetros do local de partida original, inclusive em outro estado.

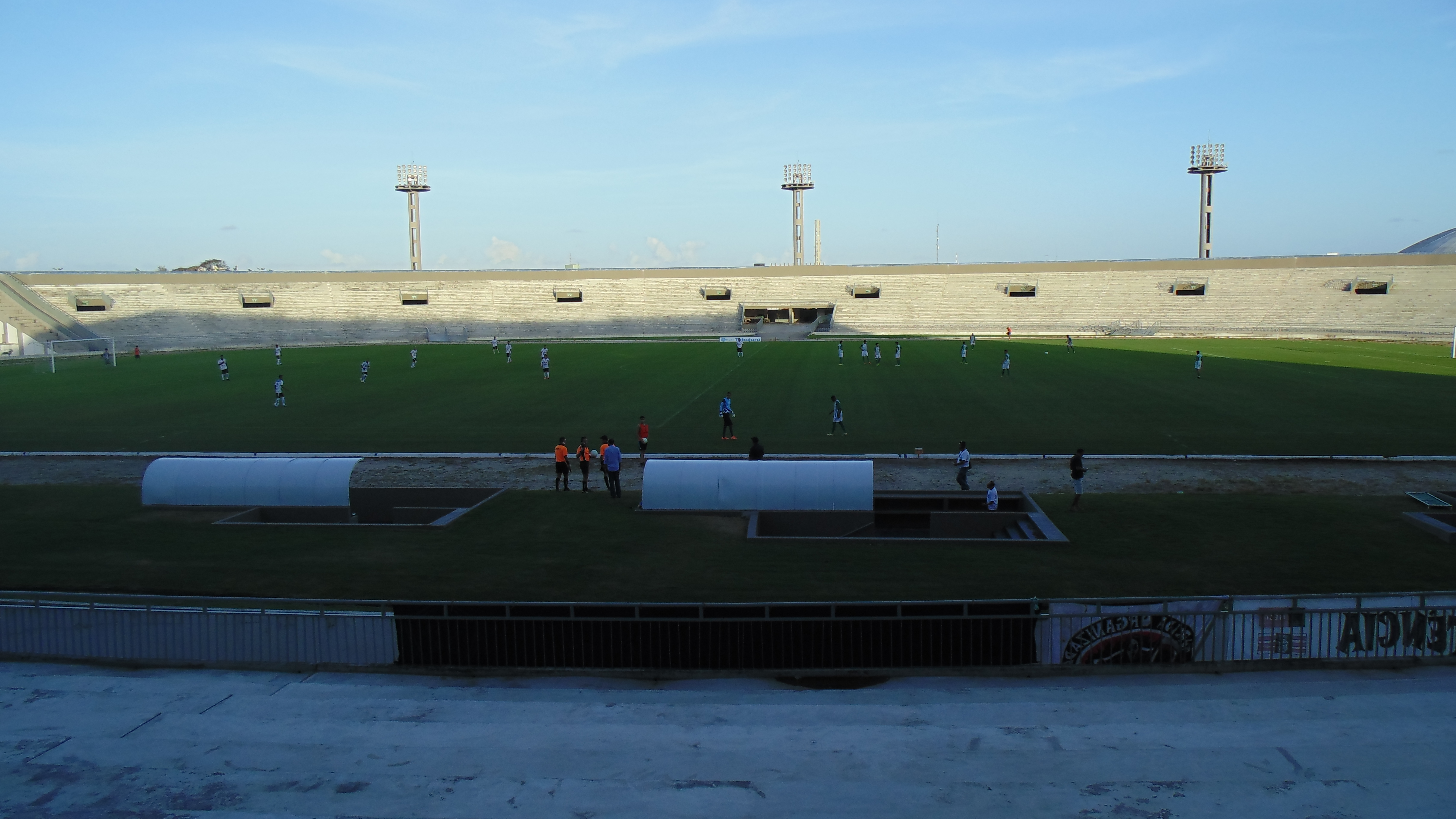
Estádio Almeidão

Semelhante à Segundona, a Terceirona de 2022 também enfrentou a mesma dificuldade em conseguir liberação de estádios e teve metade de seus jogos realizados no vizinho estado do Rio Grande do Norte. As edições de 2023 e 2024, contudo, observou aumento na quantidade de locais disponíveis para a realização das partidas, chegando até a se usar até os maiores estádios do estado, inclusive nas finais das referidas edições, que se realizaram em jogo único no Estádio Perpétuo Corrêa Lima, em Cajazeiras e no Estádio José Américo de Almeida Filho, principal praça desportiva do estado, localizado na capital do estado, respectivamente.

## Goleadas
Existe no Campeonato Paraibano o registo de diversas partidas com o placar igual ou superior a 8 gols de diferença para o clube vencedor, placares elásticos não são tão comuns no futebol, por tal motivo, as goleadas costumam ser lembrados não somente pelos torcedores dos clubes envolvidos na partida em questão, mas também marcando para sempre a história do campeonato, sendo que três dessas goleadas foram registradas na fase amadora da competição e as outras seis na fase profissional. A lista abaixo apresenta maiores goleadas já ocorridas na história do Campeonato Paraibano da Segunda Divisão.
| 6 de julho de 1968 |  | Auto Esporte-PB | 13–1 | Bando Azul | João Pessoa |

| 12 de setembro de 1964 |  | Estrela do Mar | 9–0 | Fluminense-PB | João Pessoa |

| 7 de agosto de 1994 |  | Catolé | 9–0 | Nacional de Pombal | Catolé do Rocha |

| 27 de janeiro de 2010 |  | Perilima | 1–9 | Atlético Cajazeirense | Campina Grande |

| 4 de novembro de 1967 |  | 5 de Agosto | 8–0 | DNER-PB | João Pessoa |

| 15 de novembro de 1995 |  | Bahia de Patos | 0–8 | Treze | Patos |

| 17 de maio de 2009 |  | Cruzeiro-PB | 8–0 | Perilima | Itaporanga |

| 21 de julho de 2012 |  | Sport-PB | 0–8 | Desportiva Guarabira | Campina Grande |

| 26 de setembro de 2018 |  | Queimadense | 0–8 | Perilima | Campina Grande |

## Artilheiros
As anotações de artilharias em cada edição de Campeonato se perdeu com o tempo e o registro desses dados só começa a ocorrer a partir de 2006, anterior a isso, observa-se que somente em duas ocasiões conhece-se o goleador da temporada, cabendo ao atacante Isaías a maior artilharia de uma única edição do campeonato, quando balançou as redes adversárias por 16 vezes em 2022, atuando pelo Confiança de Sapé, tendo terminado aquela temporada como o maior goleador do futebol paraibano.
| Maiores artilheiros (1996, 2004 e 2006–) | Maiores artilheiros (1996, 2004 e 2006–)         | Maiores artilheiros (1996, 2004 e 2006–) |
| Gols                                     | Atleta(s) (clube)                                | Temporada                                |
| ---------------------------------------- | ------------------------------------------------ | ---------------------------------------- |
| 16                                       | Isaías (Confiança)                               | 2022                                     |
| 12                                       | Maranhão (Confiança)                             | 2023                                     |
| 11                                       | Júnior Mandacaru (CSP)                           | 2021                                     |
| 10                                       | Edmundo (Cruzeiro); Antônio Carlos (Queimadense) | 2007                                     |
| 10                                       | Delany (Cruzeiro)                                | 2012                                     |
| 9                                        | Fredson (Internacional)                          | 2008                                     |
| 9                                        | Paulinho (Atlético)                              | 2009                                     |
| 9                                        | Ebinho (São Paulo Crystal)                       | 2018                                     |
| 9                                        | Éverton Cabaré (Auto Esporte)                    | 2024                                     |
| 7                                        | Dois jogadores (dois clubes)                     | 2015, 2016                               |

| Artilheiros (últimas 10 temporadas) | Artilheiros (últimas 10 temporadas)   | Artilheiros (últimas 10 temporadas) |
| Gols                                | Atleta(s) (clube)                     | Temporada                           |
| ----------------------------------- | ------------------------------------- | ----------------------------------- |
| 5                                   | Hélio (Leonel); Camilo, Mael (Lucena) | 2014                                |
| 7                                   | Eduardo Rato (Esporte)                | 2015                                |
| 7                                   | Jó Boy (Internacional)                | 2016                                |
| 5                                   | Três jogadores (três clubes)          | 2017                                |
| 9                                   | Ebinho (São Paulo Crystal)            | 2018                                |
| 5                                   | Biro-Biro, Isaías (São Paulo Crystal) | 2019                                |
| 11                                  | Júnior Mandacaru (CSP)                | 2021                                |
| 16                                  | Isaías (Confiança)                    | 2022                                |
| 12                                  | Maranhão (Confiança)                  | 2023                                |
| 9                                   | Éverton Cabaré (Auto Esporte)         | 2024                                |

## Títulos
Abaixo estão dispostos os vencedores de cada temporada, bem como o ano em que possam ter conquistado o vice-campeonato, a contagem inclui as edições amadoras de 1960 até 1969, bem como o título da Copa Integração de 1991, numa temporada que valia a ascensão à Primeira Divisão, juntamente com as demais edições oficialmente denominadas de Segunda Divisão.
| Clube                 | Título(s) | Temporadas (títulos)   | Vice(s) | Temporadas (vices) |
| --------------------- | --------- | ---------------------- | ------- | ------------------ |
| Estrela do Mar        | 4         | 1962, 1964, 1966, 1967 | 1       | 1968               |
| Esporte-PB            | 4         | 2005, 2013, 2015, 2018 | 1       | 2024               |
| Auto Esporte-PB       | 3         | 1968, 2006, 2024       | 0       |                    |
| Atlético Cajazeirense | 2         | 2012, 2023             | 2       | 1991, 2009         |
| Serra Branca[PAR]     | 2         | 2011, 2022             | 2       | 2008, 2015         |
| Santa Cruz-PB         | 2         | 1994, 2000             | 1       | 2013               |
| CSP                   | 2         | 2010, 2021             | 1       | 2007               |
| Internacional-PB      | 2         | 2008, 2016             | 0       |                    |
| Desportiva Guarabira  | 1         | 2009                   | 3       | 1995, 2005, 2017   |
| 5 de Agosto           | 1         | 1963                   | 2       | 1961, 1962         |
| Íbis                  | 1         | 1965                   | 2       | 1966, 1967         |
| Miramar               | 1         | 2001                   | 2       | 2010, 2014         |
| Guarany               | 1         | 1969                   | 1       | 1965               |
| Serrano-PB            | 1         | 1998                   | 1       | 2016               |
| Nacional de Cabedelo  | 1         | 2004                   | 1       | 1996               |
| Queimadense           | 1         | 2007                   | 1       | 2022               |
| Sport-PB              | 1         | 2019                   | 1       | 2021               |
| Red Cross             | 1         | 1960                   | 0       |                    |
| União                 | 1         | 1961                   | 0       |                    |
| Sousa                 | 1         | 1991                   | 0       |                    |
| Socremo               | 1         | 1992                   | 0       |                    |
| Vila Branca           | 1         | 1993                   | 0       |                    |
| Ouro Velho            | 1         | 1995                   | 0       |                    |
| Santos-PB             | 1         | 1996                   | 0       |                    |
| Lucena                | 1         | 2014                   | 0       |                    |
| Nacional de Patos     | 1         | 2017                   | 0       |                    |

- PAR: ^  O Serra Branca chamava-se Paraíba até 2022.